# Colt Model 1908 Vest Pocket
Model 1908 Vest Pocket компактний самозарядний пістолет, безкурковий, ударниковий одинарної дії. Пістолет випускала компанія Colt's Manufacturing Company з 1908 по 1948 роки, на ринку його продавали як малий пістолет для прихованого носіння, який можно легко приховати в кишені жилету для ненав’язливого носіння. Модель 1908, розроблена Джоном Мозесом Браунінгом, послідувала за більш ранньою європейською версією Браунінга, яку представила Fabrique Nationale de Herstal під назвою FN Модель 1906. Обидва пістолети заряджалися набоями .25 ACP (Automatic Colt Pistol), який розробив Браунінг.

## Особливості та опції
В компанії Кольт пістолет мав назву Модель "N", пістолет 1908 Vest Pocket має довжину лише 4,5 дюйми та ствол довжиною 2-дюйми. Вага пістолета становить 13 унцій, живлення відбувається з шести-зарядного однорядного магазина. Фіксований відкритий приціл був маленьким та зачатковим, але для невеликої зброї для прихованого носіння тієї епохи був достатнім для стрільби на невеликі відстані, для яких він призначався. Реклама Кольта того часу широк рекламувала функції безпеки Моделі 1908, серед яких був стандартний запобіжний фіксатор затвора, а також запобіжник на руків'ї. В 1916 році інженер Кольта Джордж Танслі винайшов третій запобіжник для пістолета, розмикач магазина, який не давав зробити випадковий постріл без вставленого магазина. Цей додатковий запобіжник було додано в виробництво в 1916 або 1917 році в останньому діапазоні серійних номерів 139 000 і запатентовано Кольтом в 1917 році. Пишаючись передовими технологіями, представленими цим досягненням, Кольт додавав зелену брошуру, відзначаючи її включення, до кожної проданої Моделі 1908 протягом року після її появи. Крім того, приблизно в діапазоні 280 000 серійного номеру напис на лівій частині затвора була змінена, щоб включити дату патенту на розмикач, також відомий як «Пристрій Тенслі».

## Обробки
Модель "Vest Pocket" загалом випускали у відомій високополірованій глянцевій обробці Кольта Carbona Blue, також вона відома, як Charcoal bluing. Vest Pocket має хіміко-термічну обробку затворного запобіжника, запобіжника на руків'ї та спускового гачка. Другою популярною опцією було поліроване нікелювання, також були доступні різні види обробки і обробки на замовлення клієнтів, включаючи золоте і срібне покриття, а також декоративне гравірування. Стандартними матеріалами щічок руків'я були тверда чорна гума, а також горіх. Всі заводські щічки мали медальйон прикрашений відомим "нестримним Кольтом", який існував в двох різних стилях. Також пропонувалися більш детально зроблені щічки, наприклад, зі слонової кістки (пласкі та інкрустовані), а також з перламутру.

## Виробництво
За 34 роки виробництва, загалом було випущено приблизно 409 061 одиницю Моделі 1908, випуск було призупинено з 1943 по 1945 через потребу випуску військової продукції. Деякі додаткові пістолети було зібрано з додаткових деталей після війни з серійними номерами від 420 001 по 420 705. Покращена конструкція отримала назву Baby Browning, яку випускають до цього часу. Пістолет Colt Модель 1908 обмежено використовували підрозділи американського УСС та британського УСО під час Другої світової війни, оскільки це були невеликі, дуже непомітні пістолети. Завдяки цій асоціації, як відомо, недобросовісні торговці штампували Модель 1908 з штампом “US Property” або з палаючою бомбою, або з іншими варіантами. Проте, жодний пістолет 1908 Vest Pocket не мав подібного маркування, через таємні дії УСС та УСО.